# Ernst von Ernsthausen
Ernst von Ernsthausen, właśc. Karl Adolf August Ernst von Ernsthausen (ur. 14 marca 1827 w Gummersbach, zm. 19 sierpnia 1898 w Bonn) – pruski polityk.
Z wykształcenia prawnik, karierę w administracji państwowej rozpoczął w 1848 roku. W latach 1852–1854 landrat w Simmern/Hunsrück, 1854–1859 w Geldern, 1857–1865 w Moers. W 1865 został komisarycznym nadburmistrzem Królewca, a w latach 1866–1870 był wiceprezydentem rejencji królewieckiej. 1870–1874 prezydent rejencji Trewir. Po wojnie prusko-francuskiej w 1871 został prefektem departamentu Strasburg, a w latach 1875–1879 prefektem departamentu Colmar w Alzacji. W okresie 1879–1888 był nadprezydentem prownicji Prusy Zachodnie i jednocześnie do roku 1880 prezydentem rejencji gdańskiej. Na stanowisku nadprezydenta przyczynił się do rozbudowy infrastruktury transportowej, szkół i kościołów w prowincji. Wspierał także aktywnie odbudowę zamku w Malborku. Po wielkiej powodzi Wisły w 1888, w czasie której zginęło wielu mieszkańców prowincji, został odwołany ze stanowiska nadprezydenta i przeszedł na emeryturę.